# La favola del leone, dell'uomo e del topo
La favola del leone, dell'uomo e del topo appartiene al genere letterario egizio e anche se i testi giunti a noi sono stati scritti in un periodo più recente, quindi già in demotico, le figure che illustrano favole di animali rintracciate su alcuni ostraka appartenenti al Nuovo Regno, fanno ritenere che il genere delle favole sugli animali possa essere molto antico.
È da notare come il genere fiabesco animale sia stato diffuso non solo sul Mediterraneo, ma soprattutto nel continente asiatico e anche nella letteratura araba.

## Storia
Queste favole di animali sono comprese all'interno della raccolta denominata Il Mito dell'Occhio del Sole, appartenente ad un'epoca, post-tolemaica, vicina al II secolo d.C.. La raccolta è scritta su papiro ed è oggi conservata nel Rijksmuseum van Oudheden di Leida. Le favole vengono raccontate allo scopo di placare la dea Occhio del Sole, raffigurata zoomorfa come Gatta etiopica ma identificabile con Tefnut, Bastet e altre forme sincretiche.

## Trama
La prima parte della favola è un excursus delle intrusione dell'uomo nel mondo nella natura e della fauna. Il leone si stupisce dapprima e si adira in un secondo tempo, nel constatare lo stato di schiavitù o di asservimento o di sfruttamento che i suoi fratelli animali, come il leopardo spelacchiato e scorticato, il cavallo e l'asino imbrigliati, il toro e la vacca scornati, l'orso sdentato e privo di unghie, e un secondo leone intrappolato, hanno subito contro la loro volontà.
Quando il leone incontra un topolino, accoglie la sua implorazione a non mangiarlo, ascoltando con ilarità le promesse di sostegno dichiarate dal topolino. Un giorno, ironia della sorte, anche il leone protagonista resta intrappolato in una rete ed in seguito incatenato con cinghie di cuoio. Sarà proprio il topolino a salvarlo rosicchiando i lacci e consentendo al leone di ritornare libero.